# Moodle
Moodle je odprtokodni sistem za postavitev spletnih učilnic. V Sloveniji je le-ta najbolj zastopan.